# Mala hidroelektrana Golubić
Mala hidroelektrana Golubić ili MHE Golubić je visokotlačna derivacijska mala hidroelektrana koja se nalazi na rijeci Butižnici, pritoci rijeke Krke, smještena u istoimenom selu 7 kilometara sjeverno od Knina. Ukupna instalirana snaga MHE Golubić je 6,54 MW (2x 3,27 MW) i od vodnih turbine ima dvije Francisove turbine svaka snage  3,27 MW iz 1981. Ukupni instalirani volumni protok je 14 m3/s (2 x 7 m3/s). Raspoloživi konstruktivni pad vode je 59 metara. Masimalna proizvodnja električne energije bila je 29 GWh (2010.), dok je prosječna proizvodnja 21 GWh. MHE Golubić je puštena u pogon 1981. MHE Golubić je treća po veličini hidroelektrana na Krki.

## Slike
- MHE Golubić početkom siječnja 2003.